# Assigned to Danger
Assigned to Danger is een Amerikaanse film noir uit 1948 onder regie van Budd Boetticher.

## Verhaal
Als een misdaadbende een overval wil plegen, raakt hun leider Frankie Mantell gewond. De verzekeringsagent Dan moet de zaak oplossen. Hij ziet zich gedwongen om zich daarbij voor te doen als een arts. Hij wordt verondersteld de gewonde bendeleider te opereren.

## Rolverdeling
| Acteur         | Personage       |
| -------------- | --------------- |
| Gene Raymond   | Dan Sullivan    |
| Noreen Nash    | Bonnie Powers   |
| Robert Bice    | Frankie Mantell |
| Martin Kosleck | Louie Volkes    |
| Mary Meade     | Evie            |
| Ralf Harolde   | Matty Farmer    |
| Jack Overman   | Biggie Kritz    |
| Gene Evans     | Joey            |